# 2016年の大韓民国
2016年の大韓民国 （2016ねんのだいかんみんこく）では、2016年（檀紀4349年）の大韓民国に関する出来事について記述する。

## 国家元首等
- 大統領
  - 第18代: 朴槿恵 （2013年2月25日 - 2016年12月9日権限停止、2017年3月10日罷免）
  - 大統領権限代行: 黄教安 （2016年12月9日 - 2017年5月10日）
- 国務総理
  - 第44代: 黄教安 （2015年6月18日 - 2017年5月11日）

## できごと

### 1月
- 13日 - 元慰安婦6人が慰安婦問題の日韓合意の無効を主張し、「日本国政府が（税金から）拠出する10億円は受け取らない」と述べつつ「日本が法的賠償をすべきだ」と訴えた。慰安婦像についても「国民の支援によって作られた歴史であり、韓国政府も日本政府も移転や撤去を求めることはできない」と述べた[1]。
- 21日 - 慰安婦問題の日韓合意の破棄を訴え、ソウルの日本大使館前に設置された慰安婦像の前で座り込みを行っていた大学生6人（「集会および示威に関する法律」違反）が警察に出頭[2]。
- 26日 - ソウルメトロ1号線ソウル駅 - 市庁駅間を走行していた列車の車内で男が刃物を振り回し、一部の乗客が逃げる際に負傷した[3]。
- 29日
  - ソウル市メトロ9号線麻谷ナル駅で電気火災が発生し客ら20人以上が避難[4]。
  - 国連のマイナ・キアイが「韓国では過去数年間、平和的に集会を開いたり団体を結成したりする自由が徐々に後退している」と結論づけた報告書をソウルで公表[5]。
- 30日 - 全羅北道金堤市の金山寺近くにヘリコプターが墜落し、操縦士が死亡[6]。

### 2月
- 1日
  - 外交部の林聖男第一次官が日本大使館の別所浩郎大使を外交部庁舎に呼び、慰安婦問題に関する日韓合意の「誠実な履行」を日本に求めた。韓国は日本が国連女子差別撤廃委員会に「軍や官憲による『強制連行』は（調査で）確認できなかった」とする報告書を提出したことに反発している[7]。
  - 世宗大学校日本語日本文学科の朴裕河教授が『帝国の慰安婦』の無料配布を始めたことがわかった[8]。
- 4日 - 外交部の当局者が、旧日本軍の慰安婦問題をめぐる日韓合意で日本国政府が税金から拠出する10億円の用途について、元慰安婦に対する直接的な支援費用として使う考えを明らかにした[9]。
- 12日 - 慶尚北道庁が大邱広域市から安東市に移転する[10]。
- 19日 - 米韓両軍が、米軍増員戦力を朝鮮半島に迅速に展開させる訓練を行う[11]。
- 24日 - 元従軍慰安婦の実話をもとに作成したとする映画『鬼郷』が公開された[12]。

### 4月
- 13日 - 第20代総選挙が行われ、与党・セヌリ党（選挙時146議席）は目標に掲げていた過半数の確保に失敗、さらに122議席に大きく議席を減らし第一党の地位も失い惨敗。一方これに対し、最大野党の共に民主党、第3党の国民の党が、いずれも躍進[13]。

### 8月
- 15日 - 議員団が竹島に上陸[14]。

### 9月
- 4日-5日 - 中華人民共和国浙江省杭州市で第11回20か国・地域首脳会合（G20）。大韓民国からは朴槿恵大統領が出席[要出典]。
- 9月12日 - 慶尚北道慶州市付近を震源とするマグニチュード5.8の、国内観測史上最大となる地震が発生[15]。

### 10月
- 31日 - 朴槿恵大統領の親友崔順実が、朴から機密資料を提供され国政へ介入したとしてソウル中央地方検察庁に身柄を拘束された[16]。

### 11月
- 1日 - 崔順実が勾留されているソウル中央地方検察庁の隣にある大検察庁に、男が運転するショベルカーが突入し、制止した警備員が負傷。男は逮捕された[17][16]。
- 29日 - 韓国の朴槿恵大統領は、記者会見において大統領任期の短縮を含む自らの進退をすべて国会に委ねる意向を表明した[18]。

### 12月
- 12月1日 - 韓国与党のセヌリ党が議員総会を開き、朴槿恵大統領が来年4月に退任し6月に大統領選挙を目指す方針で合意した[19]。
- 12月3日 - 韓国の野党3党（共に民主党・国民の党・正義党）所属議員と無所属議員、合計171人は朴槿恵大統領に対する弾劾訴追案を国会に発議（提出）した。議案は、今月8日の本会議に上程され、9日に採決が行われる見通し[20]。
- 12月6日 - 韓国の朴槿恵大統領は、ソウルの大統領府で与党セヌリ党の李貞鉉代表や鄭鎮碩院内代表らと会談を行い、与党が求めていた来年4月末の辞任を受け入れる考えを示した[21]。
- 12月6日・7日 - 韓国の国会は、朴槿恵大統領の一連の疑惑に対する国政調査のため、特別調査委員会の聴聞会を開催。
  - 1日目は、韓国を代表する9つの財閥（サムスングループ・ロッテグループ・現代自動車グループ・SKグループ・LGグループ・ハンファグループ・韓進グループ・CJグループ・GSグループ））のトップが出席、一連の疑惑について証言を行う[22][23]。
  - 2日目は、事件に関係し、逮捕や起訴された当事者を国会に呼び出し、事情聴取を行う。しかし、この公聴会には国会が出席を求めた27人中、13人しか出席せず、崔順実本人は健康状態などを理由に午前の聴聞会には姿を見せなかった。そのため、特別調査委員会の金聖泰(キム・ソンテ)委員長は同行命令を議決し、崔順実ら欠席したメンバーに対し「同行命令状」を発付する一幕もあった[24]。
- 12月9日 - 韓国の国会で朴槿恵大統領の弾劾訴追案（朴槿恵韓国大統領弾劾訴追）の採決が行われ、賛成234、反対56で可決された。これに伴い朴大統領は職務停止となり、黄教安国務総理が職務を代行する[25]。
- 12月20日 - 朴裕河の論告求刑公判で、検察が懲役3年の実刑を求刑した[26]。
- 12月30日 - 釜山の日本総領事館前に慰安婦像を設置することを釜山市東区が認めた[27][28]。